# Suriano (cognome)
Suriano è un cognome di lingua italiana.

## Varianti
Sora, Sorani, Sorano, Sori, Soria, Soriani, Soriano, Sorriano, Sura, Surano, Suria, Suriani, Surriano.

## Origine e diffusione
Il cognome è tipicamente centro-meridionale.
Potrebbe derivare da alcuni toponimi quali Soriano Calabro, Soriano nel Cimino, Sora, Sorano e Sorianello, dai nomi latini Soranus e Surius. Non è imparentato con il cognome spagnolo Soriano, mentre potrebbe esserlo con Soria.
La variante Surriano è meridionale; Sora è centro-meridionale; Soria e Sori sono liguri e piemontesi; Soriano è settentrionale.

## Persone
- Giuseppe Suriano – nobile, politico e patriota italiano
- Giuseppina Suriano – beata italiana
- Muzio Suriano – arcivescovo cattolico italiano